# Parafia Zmartwychwstania Pańskiego w Słobitach
Parafia Zmartwychwstania Pańskiego w Słobitach – parafia rzymskokatolicka w diecezji elbląskiej. Erygowana na przełomie ok. 1344 roku, reerygowana 12 kwietnia 1987 roku przez biskupa warmińskiego Edmunda Piszcza.
Na obszarze parafii leżą miejscowości: Słobity, Janiki, Słobity-Stacja, Bronki, Góry, Józefowo, Karwiny, Stojpy. Tereny te znajdują się w gminie Wilczęta w powiecie braniewskim w województwie warmińsko-mazurskim.
Kościół parafialny w Słobitach został wybudowany w latach 1863-1865.